# Hilsenbergia nemoralis
Hilsenbergia nemoralis är en strävbladig växtart som först beskrevs av Gürke, och fick sitt nu gällande namn av J. S. Mill. Hilsenbergia nemoralis ingår i släktet Hilsenbergia och familjen strävbladiga växter. Inga underarter finns listade i Catalogue of Life.